# Isoxya somalica
Isoxya somalica är en spindelart som först beskrevs av Lodovico di Caporiacco 1940.  Isoxya somalica ingår i släktet Isoxya och familjen hjulspindlar.
Artens utbredningsområde är Somalia. Inga underarter finns listade i Catalogue of Life.